# إيلاند رود
إيلاند رود فوتبول ستاديوم (بالإنجليزية: Elland Road Football Stadium) هو الملعب الرسمي لنادي ليدز يونايتد لكرة القدم (منذ تأسيس النادي في 1919)، تم إنشائه وافتتاحه عام 1897، في مقاطعة ويست يوركشاير، ليدز، إنكلترا، المملكة المتحدة.